# Коути Гаэси
Коути Гаэси (яп. 小内返 коути гаэси, контрприем от зацепа (подсечки) изнутри) — приём в дзюдо, входящий в раздел бросков, группу бросков из стойки, класс бросков для проведения которых в основном используются руки. 
Бросок был включен в современный список 67 приёмов Кодокан-дзюдо в 1982 году . Применяется как контрприём в случае проведения нападающим подсечки или зацепа изнутри. Во время проведения приёма, нападающий стоит на одной ноге и находится в неустойчивом положении. Когда нападающий начинает проведение приёма, контратакующий борец проводит выведение из равновесия скручиванием. Существует два варианта проведения приёма: скручиванием влево или скручиванием вправо.